# Schütte-Lanz C.I
Schütte-Lanz C.I – niemiecki dwumiejscowy samolot rozpoznawczy w układzie dwupłatu z okresu I wojny światowej, zaprojektowany i zbudowany w wytwórni Schütte-Lanz. Wyprodukowana w jednym egzemplarzu maszyna nie weszła do produkcji seryjnej.

## Historia
Powstała w 1909 roku w Mannheim wytwórnia Schütte-Lanz produkowała oprócz sterowców własnej konstrukcji także samoloty na licencji, m.in. firm AGO, LVG czy Staaken. Pierwszą oryginalną konstrukcją wytwórni był Schütte-Lanz C.I, który został zbudowany w 1915 roku. Był to jeden z niewielu powstałych w Niemczech projektów z napędem w konfiguracji ze śmigłem pchającym. Do napędu prototypu zastosowano silnik rzędowy Mercedes D.III o mocy 118 kW (160 KM). Obserwator zajmował przednią kabinę w umocowanej do górnego płata gondoli kadłubowej, wyposażoną w ruchomy karabin maszynowy Parabellum kalibru 7,92 mm.
Schütte-Lanz C.I przegrał rywalizację ze zbudowanymi w takiej samej koncepcji samolotami Otto C.I i Ago C.I, a jego rozwój zakończył się na etapie prototypu.

## Opis konstrukcji i dane techniczne
Schütte-Lanz C.I był dwumiejscowym, jednosilnikowym dwubelkowym samolotem w układzie dwupłatu. Napęd samolotu stanowił chłodzony cieczą 6-cylindrowy silnik rzędowy Mercedes D.III o mocy 118 kW (160 KM), napędzający śmigło pchające, z chłodnicą umieszczoną na przodzie gondoli kadłuba. Uzbrojenie stanowił pojedynczy ruchomy karabin maszynowy Parabellum kalibru 7,92 mm strzelca-obserwatora.